# Велика Віденська чума

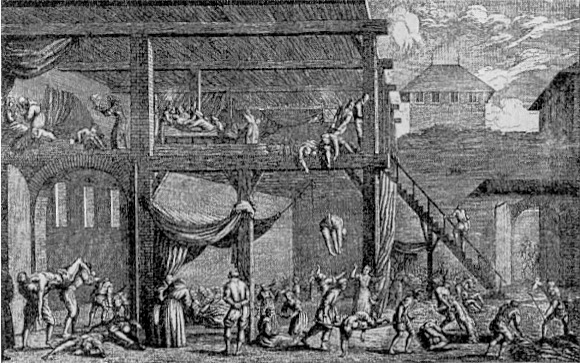
Госпіталь під час Великої Віденської чуми

Велика Віденська чума (нім. Die Große Pest von Wien) — значна епідемія бубонної чуми, яка сталася у 1679 році у Відні. За приблизними оцінками загинуло 78 тисяч жителів міста, хоча є припущення про 120 тисяч жертв.

## Передумови
Відень, розташований на річці Дунай, був головним торговим перехрестям між сходом і заходом. Через це місто страждало від численних спалахів чуми з часів її другої пандемії «Чорна смерть» у XIV столітті. Місто було людним і густо забудоване. Описи вказують, що не було громадської каналізації чи водовідведення, а смердючі кургани побутового сміття засмічували вулиці. Крім того, склади торговельних товарів, де місяцями зберігалися товари, такі як одяг, килими, зерно, мали велику кількість пацюків. Умови в місті вважалися настільки нездоровими, місто було дуже брудним навіть на той час, що чуму часто алегорично називали «Віденською смертю» в інших частинах Європи.
Через катастрофічні гігієнічні умови та тісняву проживання чума знайшла найкращі умови поширення у Відні. На вулицях, які не були бруковані, гній і нечистоти змішувалися з виділеннями людей і коней. Будинки без вбиралень не були рідкістю. У багатьох випадках дефекацію робили на відкритій дорозі. Жебраки були одними з найбільш уразливих груп, серед них було багато військових інвалідів та старих звільнених службовців. Але жертви були також серед студентів, які жили в найбідніших умовах, скупчившись у найменшому просторі у так званих палатах.

## Початок епідемії
Перші випадки чуми вже мали місце в передмісті Відня у грудні 1678 року, але були приховані владою. Епідемія швидко поширилася на інші передмістя за межами імператорської резиденції. Бідніші верстви населення були одними з перших жертв чуми. Хоча кількість загиблих зростала з місяця в місяць, усі попередження та закиди бельгійського лікаря Пауля де Сорбайта, зрештою імператорського лікаря і ректору Віденського університету, щодо неадекватного становища санітарної системи та гігієни міста були проігноровані. У січні 1679 року він опублікував «Чумний порядок», в якому описав дієві заходи щодо захисту населення у разі спалаху епідемії чуми. У цьому документі де Сорбайт виклав й особливості клінічного перебігу хвороби того часу.

## Перебіг епідемії
Літописець того часу записав: «Але нарешті вона (чума) прийняла сміливість, проникла в місто і завдала жахливого ураження серед багатої та шляхетної знаті у палацах та найвеличніших будівлях. Бідні та багаті, молоді та старі обох статей, через усі вулиці до воріт».
Проповідник Авраам зі Санкта Клари 1680 року в описі «Мерці Відня» зауважив: «Не було алей чи вулиць, на яких би люта смерть не побувала. Весь цей час у Відні ви нічого не бачили, окрім як перевезення мертвих, витягування мертвих, обгортання мертвих, захоронення мертвих».
Релігійний орден, який діяв у Відні, Братство Святої Трійці, створив спеціальні лікарні для дітей і дорослих під час епідемії 1679 року. Основна медична допомога, яка пропонувалася в лікарнях, була простою, але, як правило, значною мірою покращилася в порівнянні з іншими медичними та громадськими заходами у місті. Лікарі лікували пацієнтів, використовуючи блювотні засоби, кровопускання та застосовуючи подразнювальні мазі. Трупи жертв чуми були вивезені до зовнішніх країв міста та розміщені у великих відкритих ямах для спалення. Нашвидку звільнені в'язні стали поховальними служниками. Однак ями перебували просто неба протягом декількох днів, поки вони майже не заповнилися. Усі, хто міг собі це дозволити, тікали з міста. Імператор Леопольд I та його родина виїхали з Відня 17 серпня 1679 року. Повернувся він тоді, коли епідемія остаточно припинилася в 1680 році.

## Поширення
Те, що стало відомим як «Велика Віденська чума», насправді була лише частиною значно більшого спалаху в Німеччині, Австрії, Богемії та сусідніх регіонах. Схоже, ця епідемія була занесена з двох протилежних напрямків. Чума багато років лютувала у Західній Європі, подорожуючи на Схід торговими шляхами. Велика Лондонська чума 1665—1666 років, яка, як вважається, походила з Нідерландів у 1650-х роках, загинуло близько 100 000 людей, і стала першою великою епідемією в серії спалахів. У 1666 році в Кельні та на Рейні вирувала чума, яка продовжилася до 1670 року. У Нідерландах був спалах чуми в 1667—1669 роках. Але сповіщень про неї немає після 1672 року. Франція побачила останню епідемію чуми в 1668 році. У 1675—1684 роках в Османській імперії (Туреччина та райони Балкан) виникла нова хвиля чуми. Вона перемістилася в Північну Африку, Богемію, Польщу, Угорщину, Австрію та Саксонію, просуваючись загалом на північ. Острів Мальта в 1675–76 рр. втратив 11 000 людей.

## Наслідки
Чума у Відні 1679 року була дуже тяжкою, спричинивши щонайменше 76 тисяч смертей. Інші міські центри в цій області Європи мали схожий рівень жертв. Наприклад, Прага в 1681 році втратила 83 тисячі містян через чуму. Дрезден постраждав у 1680 році, Магдебург та Галле — у 1682 році. У Галле зафіксовано смертність 4 397 мешканців з близько 10 000 населення. Багато населення Північної Німеччини в ці роки померло. До 1683 року чума зникла з Німеччини аж до епідемії 1707 року.

## Цікавий факт
З Великою Віденською чумою пов'язується легенда про Августина, відомого як «Любий Августин» (Marx Augustin). Він був популярним вуличним музикантом, який пізно вночі, бувши сильно під чаркою, потрапив у яму з тілами жертв чуми. На ранок він звідти вибрався й не заразився. Августин оспівується в популярній народній пісні «Oh du lieber Augustin».

## Пам'ять про епідемію
Щоб відзначити визволення міста від Великої чуми та пізніших хвиль хвороби, віденці спорудили пам'ятники, такі як знаменитий бароковий Карлскірхе із супутніми 69-футовими чумними стовпами («стовпами перемоги»), відомими як Песахські стовпи (Pestsäule), присвячені заступництву Діви Марії.